# MacMillan Point
Der MacMillan Point ist eine eisfreie Landspitze an der Scott-Küste des ostantarktischen Viktorialands. Sie liegt 2,5 km nördlich des Kap Chocolate und bildet die Nordseite der Einfahrt zur Salmon Bay.
Das Advisory Committee on Antarctic Names benannte sie 1992 nach Mark T. MacMillan (1965–1987) von der University of California, Santa Cruz, der am 14. November 1987 bei einem Tauchunfall im New Harbour ums Leben gekommen war.